# Magny-Cours
Magny-Cours est une commune française située dans le département de la Nièvre, en région Bourgogne-Franche-Comté.

## Géographie
Magny-Cours accueille le circuit de Nevers Magny-Cours, circuit automobile de Formule 1 du Grand Prix de France au sud de Nevers, ainsi que le circuit « Club », utilisé par la Porsche Sport Driving School.

Carte de la Nièvre.

### Communes limitrophes
Les communes limitrophes sont Challuy, Chevenon, Mars-sur-Allier, Saincaize-Meauce, Saint-Parize-le-Châtel et Sermoise-sur-Loire.

### Climat
Pour des articles plus généraux, voir Climat de la Bourgogne-Franche-Comté et Climat de la Nièvre.
En 2010, le climat de la commune est de type climat océanique dégradé des plaines du Centre et du Nord, selon une étude du Centre national de la recherche scientifique s'appuyant sur une série de données couvrant la période 1971-2000. En 2020, Météo-France publie une typologie des climats de la France métropolitaine dans laquelle la commune est exposée à un climat océanique altéré et est dans la région climatique  Centre et contreforts nord du Massif Central, caractérisée par un air sec en été et un bon ensoleillement. 
Pour la période 1971-2000, la température annuelle moyenne est de 11,2 °C, avec une amplitude thermique annuelle de 15,9 °C. Le cumul annuel moyen de précipitations est de 829 mm, avec 11,8 jours de précipitations en janvier et 7,8 jours en juillet. Pour la période 1991-2020, la température moyenne annuelle observée sur la station météorologique de Météo-France la plus proche, « Nevers-Marzy », sur la commune de Marzy à 12 km à vol d'oiseau, est de 11,4 °C et le cumul annuel moyen de précipitations est de 783,5 mm. 
La température maximale relevée sur cette station est de 39,4 °C, atteinte le 31 juillet 2020 ; la température minimale est de −25 °C, atteinte le 9 janvier 1985,,. 
Les paramètres climatiques de la commune ont été estimés pour le milieu du siècle (2041-2070) selon différents scénarios d'émission de gaz à effet de serre à partir des nouvelles projections climatiques de référence DRIAS-2020. Ils sont consultables sur un site dédié publié par Météo-France en novembre 2022.

## Urbanisme

### Typologie
Au 1er janvier 2024, Magny-Cours est catégorisée commune rurale à habitat dispersé, selon la nouvelle grille communale de densité à sept niveaux définie par l'Insee en 2022.
Elle est située hors unité urbaine. Par ailleurs la commune fait partie de l'aire d'attraction de Nevers, dont elle est une commune de la couronne,. Cette aire, qui regroupe 93 communes, est catégorisée dans les aires de 50 000 à moins de 200 000 habitants,.

### Occupation des sols
L'occupation des sols de la commune, telle qu'elle ressort de la base de données européenne d’occupation biophysique des sols Corine Land Cover (CLC), est marquée par l'importance des territoires agricoles (83,6 % en 2018), en diminution par rapport à 1990 (86,3 %). La répartition détaillée en 2018 est la suivante : prairies (58 %), terres arables (22,5 %), forêts (8,3 %), espaces verts artificialisés, non agricoles (4,5 %), zones agricoles hétérogènes (3,1 %), zones urbanisées (2,7 %), zones industrielles ou commerciales et réseaux de communication (0,8 %). L'évolution de l’occupation des sols de la commune et de ses infrastructures peut être observée sur les différentes représentations cartographiques du territoire : la carte de Cassini (XVIIIe siècle), la carte d'état-major (1820-1866) et les cartes ou photos aériennes de l'IGN pour la période actuelle (1950 à aujourd'hui).

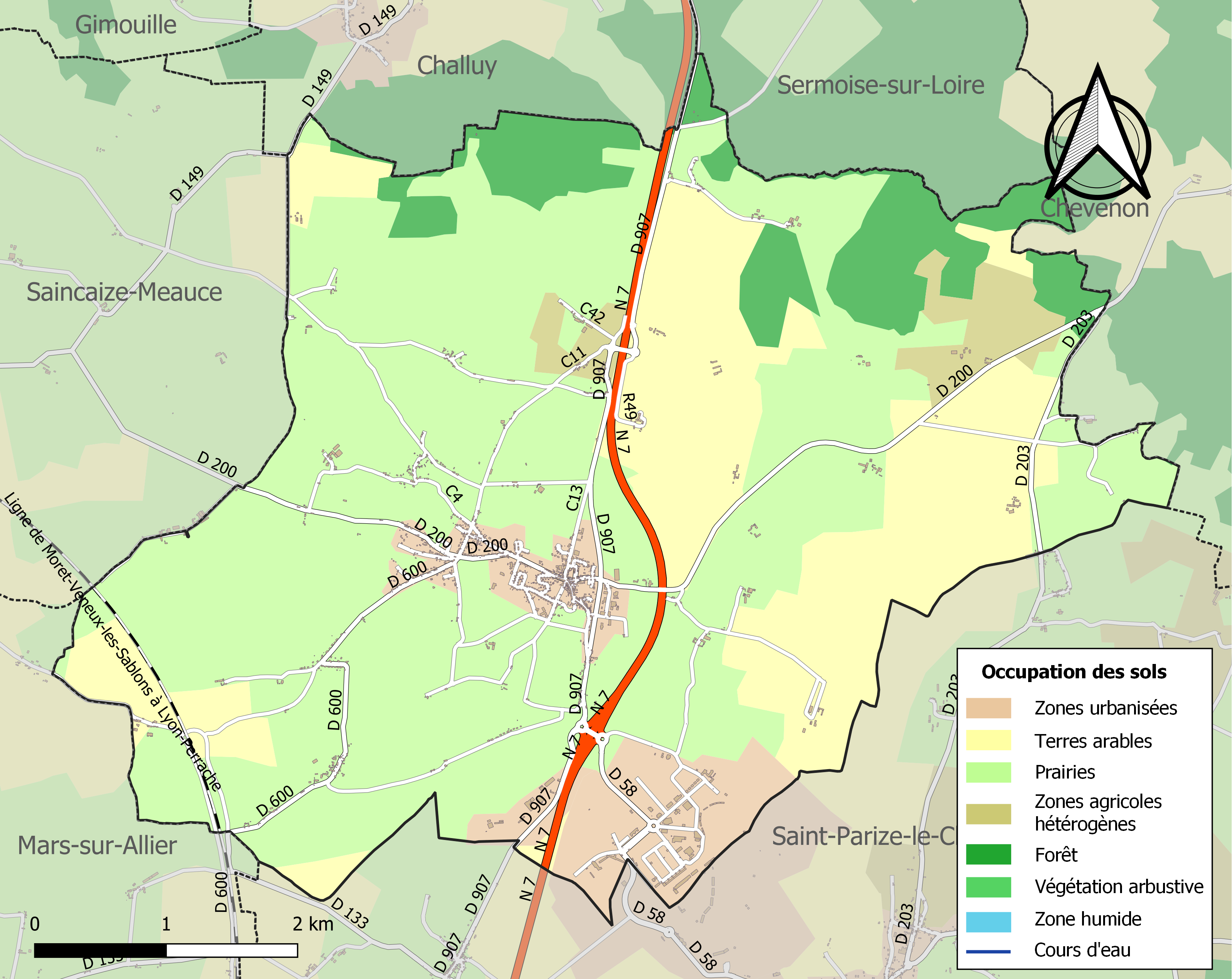
Carte des infrastructures et de l'occupation des sols de la commune en 2018 (CLC).

## Histoire

### Préhistoire
Le lieu-dit « Pré de la Fontaine » est situé à un peu plus de 1 km au sud du bourg. Couvrant environ 2500 m², il a livré des occupations datées du Néolithique moyen, du campaniforme (dont un gobelet décoré daté de la fin de cette période et associé au groupe bourguignon-jurassien) et du Bronze ancien, cette dernière période étant la mieux représentée avec plusieurs vases brisés. Des pièces céramiques et lithiques sont datées du Néolithique moyen au Bronze ancien. Le tout est associé à  de rares structures excavées de petite taille (rarement plus de 1 m) marquées par une quinzaine de fosses ou trous de poteaux ; certaines sont datées du premier âge du Fer.
Les sites de « Pont des Pelles » et de « la Grande Prison » ont été occupés au Bronze moyen.

### Époque gallo-romaine
Immédiatement à l'est (ou au nord ?) du site néolithique du Pré de la Fontaine, se trouve un large sanctuaire gallo-romain.
Découvert et fouillé entre 2012 et 2014, ce sanctuaire présente une parure monumentale classique, avec temple à plan centré, thermes, fontaine, bâtiment à double exèdre et édifice de spectacle. Le théâtre, de 52m de diamètre, a une forme semi-circulaire, légèrement outrepassée, et peut contenir quelque 3800 personnes. Le premier état d'aménagement de ce théâtre est daté du Ier siècle : la scène est semi-circulaire et déborde du mur de façade ; un égout permet d'évacuer les eaux de pluie et de ruissellement piégées dans l'orchestra. Le second état d'aménagement est d'époque flavienne : il reprend la forme et les dimensions du premier édifice et réemploie le mur extérieur, mais un nouveau mur de façade est édifié, ainsi qu'un nouveau bâtiment de scène, de forme rectangulaire et très allongée. Trois vomitoires permettent alors l'accès aux gradins. Le terrain étant parfaitement plat, les architectes de ce théâtre ont mis en œuvre, pour monter la cavea, de puissants remblais de pierres enfermés dans des murets formant des sortes de caissons. Le tracé du bâtiment utilise quatre carrés inscrits formant un dodécagone, selon une formule (qu'on peut reproduire à la règle et au compas) adoptée pour la construction des théâtres grecs.

### Temps modernes
Le prélat et diplomate français Louis-Guy de Guérapin de Vauréal, mort à Magny le 10 juin 1760 de retour de Vichy, fut inhumé dans le caveau de la famille de Boisvert, alors seigneur de l'endroit.[réf. nécessaire]

## Politique et administration

### Liste des maires
| Période   | Période     | Identité        | Étiquette | Qualité                                |
| --------- | ----------- | --------------- | --------- | -------------------------------------- |
|           |             |                 |           |                                        |
|           | années 1950 | Jean Bernigaud  | FGDS      | Conseiller général du canton de Nevers |
| mars 1983 | mars 1995   | Michel Gauthier | RPR       |                                        |
| mars 2001 | en cours    | Robert Lecas    | PS        | Retraité                               |

## Démographie
En 2022, la commune de Magny-Cours comptait 1417 habitants. À partir du XXIe siècle, les recensements réels des communes de moins de 10 000 habitants ont lieu tous les cinq ans. Les autres « recensements » sont des estimations.
| 1793  | 1800 | 1806 | 1821 | 1831  | 1836  | 1841  | 1846  | 1851  |
| ----- | ---- | ---- | ---- | ----- | ----- | ----- | ----- | ----- |
| 1 170 | 743  | 852  | 918  | 1 300 | 1 374 | 1 451 | 1 573 | 1 687 |

| 1856  | 1861  | 1866  | 1872  | 1876  | 1881  | 1886  | 1891  | 1896  |
| ----- | ----- | ----- | ----- | ----- | ----- | ----- | ----- | ----- |
| 1 703 | 1 791 | 1 803 | 1 775 | 1 674 | 1 550 | 1 560 | 1 498 | 1 470 |

| 1901  | 1906  | 1911  | 1921  | 1926  | 1931  | 1936 | 1946  | 1954  |
| ----- | ----- | ----- | ----- | ----- | ----- | ---- | ----- | ----- |
| 1 439 | 1 414 | 1 249 | 1 146 | 1 036 | 1 019 | 997  | 1 041 | 1 030 |

| 1962  | 1968  | 1975  | 1982  | 1990  | 1999  | 2006  | 2008  | 2013  |
| ----- | ----- | ----- | ----- | ----- | ----- | ----- | ----- | ----- |
| 1 113 | 1 219 | 1 398 | 1 551 | 1 483 | 1 486 | 1 455 | 1 443 | 1 422 |

| 2018  | 2022  | - | - | - | - | - | - | - |
| ----- | ----- | - | - | - | - | - | - | - |
| 1 382 | 1 417 | - | - | - | - | - | - | - |

## Lieux et monuments
- Sanctuaire antique occupé du Ier siècle av. J.-C. jusqu'au IIIe siècle.
- Le Conservatoire de la monoplace française.
- le circuit de Nevers Magny-Cours.
- Le château de Planchevienne.

## Personnalités liées à la commune
- Louis Cougny (1932-2017) : né à Magny-Cours, il fut maire de Poil pendant 31 ans et possesseur de la Légion d'honneur.
- Henri Berthillot, natif de la commune, coureur cycliste des années 1970, vainqueur d'étapes au Puy-de-Dôme dans le cadre de la Route de France en 1974 et 1975.